# HC Spartak Moskou
HC Spartak Moskou (Russisch: ХК Спартак Москва), is een Russische ijshockeyclub die speelt in de Kontinental Hockey League (KHL). De ploeg werd opgericht in 1946. Spartak speelt zijn thuiswedstrijden in het Megasport Arena in Moskou.
De eigenaar van HC Spartak Moskou is de ERIELL Groep.

## Erelijst
Sovjetkampioenschappen (4): 1962, 1967, 1969, 1976
Sovjet Cup (2): 1970, 1971
Vysshaya Liga (1): 2001
Spengler Cup (5): 1980, 1981, 1985, 1989, 1990
Ahearne Cup (3): 1971, 1972, 1973

## Wedstrijden tegen NHL teams
| Datum             | Plaats                              | Thuis              | Uitslag | Uit                   |
| ----------------- | ----------------------------------- | ------------------ | ------- | --------------------- |
| 28 december 1977  | Pacific Coliseum, Vancouver         | Vancouver Canucks  | 2 – 0   | Spartak Moskou        |
| 3 januari 1978    | McNichols Sports Arena, Denver      | Colorado Rockies   | 3 – 8   | Spartak Moskou        |
| 5 januari 1978    | Checkerdome, Saint Louis            | St. Louis Blues    | 1 – 2   | Spartak Moskou        |
| 11 januari 1978   | Forum, Montreal                     | Montreal Canadiens | 5 – 2   | Spartak Moskou        |
| 8 januari 1978    | Omni Coliseum, Atlanta              | Atlanta Flames     | 1 – 2   | Spartak Moskou        |
| 15 september 1989 | Olympisch Stadion Loezjniki, Moskou | Spartak Moskou     | 7 – 8   | Washington Capitals   |
| 13 september 1990 | Olympisch Stadion Loezjniki, Moskou | Spartak Moskou     | 8 – 5   | Minnesota North Stars |